# Lieja-Bastogne-Lieja 2011
La Lieja-Bastogne-Lieja 2011 fou la 97a edició de la clàssica ciclista Lieja-Bastogne-Lieja. Es va disputar el diumenge 24 d'abril de 2011 sobre un recorregut de 255,5 km.
Aquesta ha estat la darrera de les tres curses de les Ardenes, després de l'Amstel Gold Race i la Fletxa Valona.
El belga Philippe Gilbert (Omega Pharma-Lotto), vencedor de les dues primeres curses ardeneses, es tornà a imposar, aquesta vegada per davant els germans Fränk i Andy Schleck. Amb aquesta victòria guanyà les tres clàssiques ardeneses el mateix any, una cosa que sols l'italià Davide Rebellin havia aconseguit el 2004.

## Equips participants
Vint-i-cinc equips prenen part en la cursa: els divuit ProTeams i set equips continentals professionals. En total són 199 els ciclistes que prenen la sortida.
| Núm.    | Codi | Equip                  |
| ------- | ---- | ---------------------- |
| 1-8     | AST  | Astana Qazaqstan Team  |
| 11-18   | KAT  | Team Katusha           |
| 21-28   | MOV  | Movistar Team          |
| 31-38   | RSH  | Team RadioShack        |
| 41-48   | THR  | Team HTC-High Road     |
| 51-58   | RAB  | Rabobank ProTeam       |
| 61-68   | GRM  | Garmin-Cervélo         |
| 71-78   | LEO  | Team Leopard-Trek      |
| 81-88   | BMC  | BMC Racing Team        |
| 91-98   | SKY  | Team Sky               |
| 101-108 | OLO  | Omega Pharma-Lotto     |
| 111-118 | LAM  | Lampre-ISD             |
| 121-128 | QST  | QuickStep Cycling Team |

| Núm.    | Codi | Equip                        |
| ------- | ---- | ---------------------------- |
| 131-138 | SBS  | Saxo Bank-Sungard            |
| 141-148 | LIQ  | Liquigas-Cannondale          |
| 151-158 | EUS  | Euskaltel–Euskadi            |
| 161-168 | ALM  | AG2R La Mondiale             |
| 171-178 | VCD  | Vacansoleil-DCM              |
| 181-188 | COF  | Cofidis                      |
| 191-198 | SKS  | Skil-Shimano                 |
| 201-208 | FDJ  | FDJ                          |
| 211-218 | LAN  | Landbouwkrediet              |
| 221-228 | SAU  | Saur-Sojasun                 |
| 231-238 | VWA  | Veranda's Willems-Accent     |
| 241-248 | TSV  | Topsport Vlaanderen-Mercator |

## Recorregut
La cursa té una llargada de 255,5 km per la zona de les Ardenes belgues. La sortida neutralitzada es fa des de la plaça Saint-Lambert a Lieja i la sortida real es dona a Embourg. Els ciclistes hauran d'arribar a Bastogne per tornar a altra vegada cap a Lieja i finalitzar a Ans.

### Cotes
Durant el recorregut s'hauran de superar deu cotes:
| Quilòmetre | Nom                          | Llargada (m) | Pendent mitjà |
| ---------- | ---------------------------- | ------------ | ------------- |
| 71,5       | Cota de Saint Roch           | 1.000        | 11%           |
| 157,5      | Cota de Wanne                | 2.700        | 7,3%          |
| 164,5      | Cota de Stockeu              | 1.000        | 12,2%         |
| 170.0      | Cota de la Haute-Levée       | 3.600        | 5,6%          |
| 183,0      | Coll de Rosier               | 4.400        | 5,9%          |
| 195,5      | Coll de Maquisard            | 2.500        | 5%            |
| 206,0      | Mont-Theux                   | 2.600        | 5,9%          |
| 220,5      | Cota de La Redoute           | 2.000        | 8,8%          |
| 236,0      | Cota de la Roche-aux-faucons | 1.500        | 9,5%          |
| 250,0      | Cota de Saint-Nicolas        | 1.200        | 8,3%          |

## Classificacions

### Classificació general
|    | Ciclista          | Equip                 | Temps      |
| -- | ----------------- | --------------------- | ---------- |
| 1  | Philippe Gilbert  | Omega Pharma-Lotto    | 6h 13' 18" |
| 2  | Fränk Schleck     | Team Leopard-Trek     | m.t        |
| 3  | Andy Schleck      | Team Leopard-Trek     | m.t        |
| 4  | Roman Kreuziger   | Astana Qazaqstan Team | + 24"      |
| 5  | Rigoberto Urán    | Team Sky              | + 24"      |
| 6  | Chris Sorensen    | Saxo Bank-Sungard     | + 24"      |
| 7  | Greg Van Avermaet | BMC Racing Team       | + 27"      |
| 8  | Vincenzo Nibali   | Liquigas-Cannondale   | + 29"      |
| 9  | Björn Leukemans   | Vacansoleil-DCM       | + 39"      |
| 10 | Samuel Sánchez    | Euskaltel–Euskadi     | + 39"      |

### Classificació de la muntanya
|   | Ciclista          | Equip                 | Punts |
| - | ----------------- | --------------------- | ----- |
| 1 | Thomas de Gendt   | Vacansoleil-DCM       | 24    |
| 2 | Enrico Gasparotto | Astana Qazaqstan Team | 8     |
| 3 | Eduard Vorgànov   | Team Katusha          | 7     |
| 4 | Philippe Gilbert  | Omega Pharma-Lotto    | 6     |
| 5 | Fränk Schleck     | Team Leopard-Trek     | 6     |